# マリー・グローリー
マリー・グローリー（Marie Glory、1905年3月3日 - 2009年1月24日）は、フランスの女優。オルヌ県モルターニュ＝オ＝ペルシェ出身。
1924年にアルレット・ジェニ (Arlette Genny) という芸名でスクリーンデビュー。1928年、マルセル・レルビエ監督の3時間超の大作『金』に抜擢されブリギッテ・ヘルムと並んで主役を務めた。これ以後マリー・グローリーの芸名を名乗る。サイレント期から1960年まで50本以上の映画に出演した。
2009年1月24日、アルプ＝マリティーム県のカンヌの自宅にて死去。103歳だった。

## 主な出演作品
- 金（かね） L'Argent (1928)
- 巌窟王 Monte Cristo (1929)
- 雪山の騎士 Les Chevaliers de la Montagne (1930)
- 幻の小夜曲（セレナーデ） L'Amoureuse aventure (1931)
- 商船テナシチー Le Paquebot Tenacity (1934)
- 微笑む人生 Avec le sourire (1936)
- 旅する人々 Les gens du voyage (1937)
- 愛すべき御婦人たち Adorables créatures (1954)
- 素直な悪女 Et Dieu... créa la femme (1956)